# 福西清
福西 清（ふくにし きよし、1897年9月26日 - 1967年12月25日）は、阪神電気鉄道社長。奈良県出身。

## 来歴・人物
広島高等師範学校卒業後は、一時教職を務めるが、九州帝国大学法文学部に入学し、1929年に卒業し、阪神電気鉄道に入社した。
主に電灯、電力部門の営業を担当していたが、1942年4月に同部門が関西配電に譲渡されたのを機に同社に移籍し、1944年に阪神に復帰した。その後は、庶務部、取締役、常務取締役を歴任し、1957年に阪神百貨店の専務取締役に就任した。
1965年に藍綬褒章を受章。
1960年5月に阪神に戻り、副社長を経て、1967年11月18日に社長に就任したが、同年12月25日に脳出血のために在職中のままに死去。70歳没。